# Luciano Laguna
Luciano Laguna Valero (Sinarcas, Valencia, España, 18 de agosto de 1951) es un exfutbolista español que se desempeñaba como centrocampista.

## Clubes
| Club                        | País   | Año       |
| --------------------------- | ------ | --------- |
| Club Gimnàstic de Tarragona | España | 1972-1974 |
| F. C. Barcelona Atlètic     | España | 1974-1975 |
| Real Oviedo                 | España | 1975-1978 |
| Real Valladolid C. F.       | España | 1979-1981 |